# Audley Harrison
Audley Hugh Harrison (Londen, 26 oktober 1971) is een Brits bokser. Hij werd olympisch kampioen in de superzwaargewichtklasse op de Olympische Spelen van 2000. Ook won hij de Commonwealth Games in 1998. Nadat hij  goud won op de Zomerspelen ontving hij de Orde van het Britse Rijk. Tijdens zijn professionele carrière vocht hij 38 partijen en wist 31 keer te winnen. Hij beëindigde zijn carrière in 2014.

## Erelijst

### Olympische Spelen
- 2000 in Sydney, Australië (+91 kg)

### Gemenebestspelen
- 1998 in Kuala Lumpur, Maleisië (+91 kg)

1984: Tyrell Biggs ·
1988: Lennox Lewis ·
1992: Roberto Balado ·
1996: Volodymyr Klytsjko ·
2000: Audley Harrison ·
2004: Aleksandr Povetkin ·
2008: Roberto Cammarelle ·
2012: Anthony Joshua ·
2016: Tony Yoka ·
2020: Bahodir Jalolov ·
2024: Bahodir Jalolov